# Knut Andersson (Lillie)
Knut Andersson (Lillie af Ökna), död 1546 (före den 19 december), var en svensk adelsman.

## Biografi
Knut Andersson var en bland de i rikets värv mera anlitade männen under Gustav I:s tid. Vid 1523 års riksmöte intogs han i rikets råd och nämns 1526 som lagman i Södermanlands lagsaga. Han omtalas sedan som deltagare i förhandlingarna vid 1527 och 1529 års riksdagar, var en bland anförarna för den krigsstyrka, som 1532 sändes mot Kristian II, samt deltog som svenskt sändebud i de underhandlingar, vilka ledde till avslutandet av freden med Ryssland 1537 och av förbundet med Frankrike 1542.
Han blev senare inblandad i en konflikt, vilken fortsatte åtminstone en god bit in på 1540-talet, och han öppnade process mot Kristoffer Andersson (Ekeblad, Hedåkerssläkten), Axel Nilsson (Banér), Ivar Månsson (liljeörn) och på ett senare stadium även mot Hans Claesson (Bielkenstierna)

## Familj
Gift senast 1530 med Märta Göransdotter (Stiernsköld) i hennes andra gifte.
1. Agneta Knutsdotter Lillie, till Ökna och Norrnäs, gift 1544 1) med riksrådet Ulf Henriksson (Snakenborg) (Bååt). Gift 2)  med Sigfrid Preston från England
2. Knut Knutsson (Lillie) (död den 6 januari 1596), (föregåendes son) häradshövding. riksråd under Erik XIV. Gift före 25 aug 1558